# Helme (řeka)
Helme je řeka v Německu, která protéká na území spolkových zemí Durynsko a Sasko-Anhaltsko. Je to levostranný přítok řeky Unstruty. Délka toku činí 65 km. Plocha povodí měří 1318 km².

## Průběh toku
Řeka pramení jižně od pohoří Harz v zemském okrese Eichsfeld v Durynsku. Teče převážně východním směrem. Na středním toku řeky u města Kelbra byla v roce 1969 uvedena do provozu vodní nádrž Kelbra, která je největší v povodí Unstruty a jejíž hlavní účel je ochrana před povodněmi. U osady Katharinenrieth, která se nachází západně od Allstedtu, se řeka stáčí na jih k obci Kalbsrieth, kde se zleva vlévá do Unstruty.

### Větší přítoky
Největším přítokem Helme je řeka Zorge, která přitéká zleva u Heringenu. Níže po proudu pod vodní nádrží Kelbra ji posiluje zleva řeka Thyra.

## Vodní režim

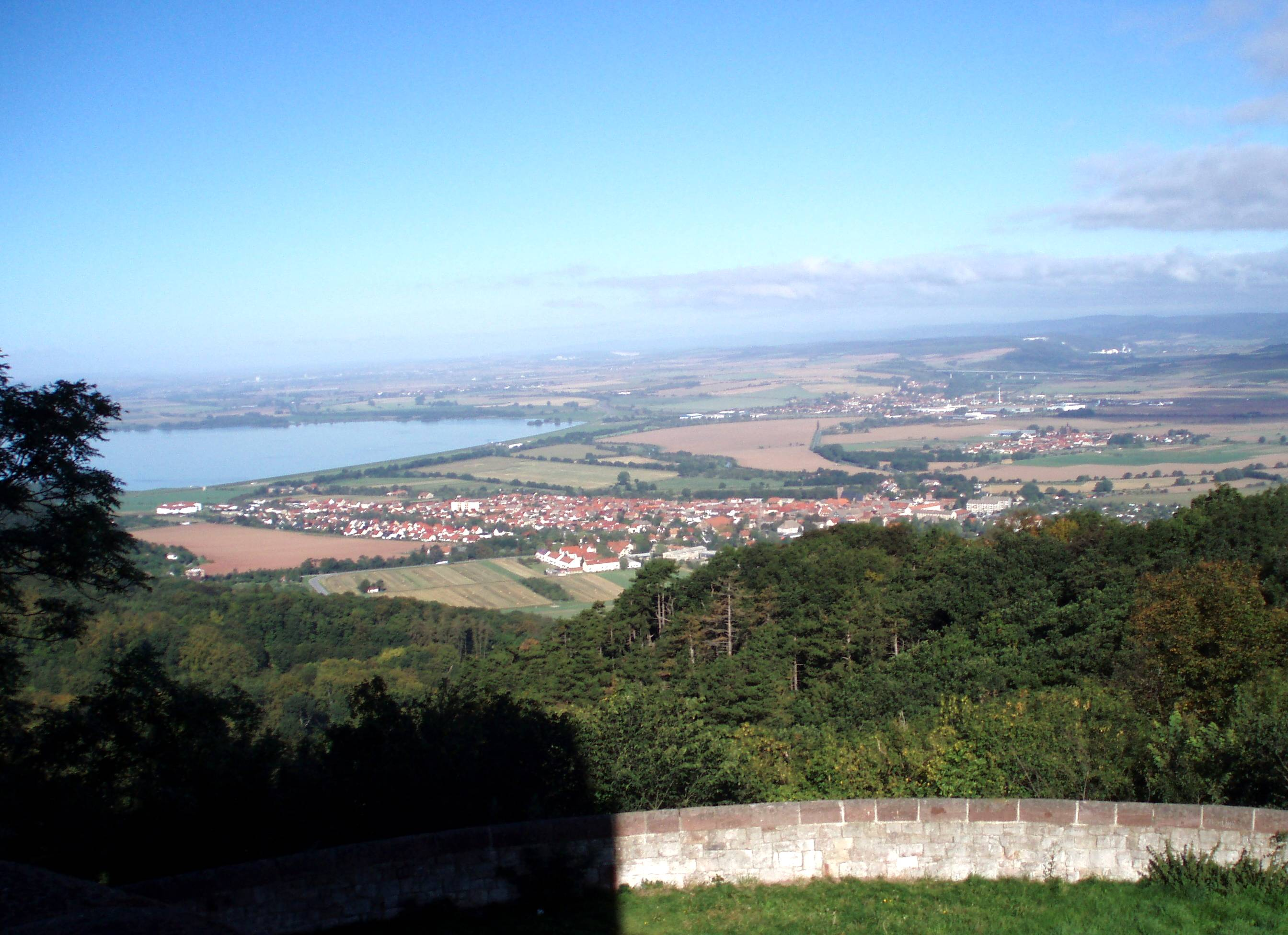
Pohled na vodní nádrž Kelbra

Průměrný průtok u ústí činí 11,0 m³/s.
Hlásný profil:
| místo      | říční km | plocha povodí | průměrný průtok (Qa) | maximální průtok |
| ---------- | -------- | ------------- | -------------------- | ---------------- |
| Sundhausen | 52,6     | 200,6 km²     | 1,50 m³/s            | 52,5 m³/s        |